# Кошкун Демір
Кошкун Демір (тур. Coşkun Demir; нар. 1948, Мюрефте, Саркьой, Текірдаг) — турецький композитор. 

## Життя
Початкову освіту Демір отримав у Саркі (Текірдаг) та закінчив у Бурсі. Після закінчення середньої школи створив групу під назвою Bee Quartet.   
В 1979 брав участь у конкурсі «Золотий мікрофон».  
Перший запис Кошкуна Деміра був опублікований відразу після цього конкурсу. Пісню, яка вийшла на 45-ці Сельмі Андак під назвою "Севге Тутсак" опублікував Явуз Плак. Після цього запису Кошкун Демір розпочав спільні проекти з Алі Кокатепе.  
У 1982 році Демір випустив свій альбом «Koca Çınar».  
Після виходу цього альбому Демір став відомим на Євробаченні. Артист взяв участь в конкурсі разом з Алі Кокатепе та Сезен Аксу, і виконав пісню «Хеймола». Тріо не було тривалим, однак Heyamola, одна з останніх грамплатівок 45 об.хв, досягла великих продажів і зробила ім'я Кошкуна Деміра популярним.  
В 1984 році із Міжнародного пісенного конкурсу в Сопоті (Польща) він повернувся до Туреччини з дипломом четвертого ступеню. Того ж року він знявся в мюзиклі під назвою "Божевілля", який поставив Халдун Дормен, а головну роль виконала Нілуфер. Робота так і не отримала достатньої уваги.   
У 1987 році вийшов альбом "Paramparça".   
У 1991 році він випустив музичний альбом під назвою «Özledim», де домінували твори Мелі Кибар. Потім він взяв участь в «шоу-кабаре» з Нюждой Аром і Угур Yucel, яка тривала майже рік.  
У 1996 році він створив альбом "Eski Sevdalar" разом з Grup GAK. Альбом, складається з нових інтерпретацій турецьких пісень, був сприйнятий як спосіб створити нові імена, що з'явилися у 90-х.  
У 1997 році він взяв участь у Каїрському міжнародному пісенному конкурсі з піснею "Завжди є завтра "Сельми Лухачі та Міне Мукур. 

## Дискографія

### Сингли
- Любовний полон 1979 року / Пристрасть
- 1981 Що нам залишається
- Чортове колесо 1981 року / Спадщина (номер 1 із сучасним фольклорним тріо та піснею "Колесо чортове колесо" Айшеглю Альдінса)
- 1983 Хеямола (з Алі Кокатепе і Сезен Аксу, № 1)

### Студійні альбоми
- 1982 р. Кока-цинар
- 1986 Хто це?
- 1987 р. Розбита
- 1991 рік я сумую
- 1996 Старий Севдалар (з Grup GAK, Ada Music)
- 2002 Кошкун Демір 2002 (музика Raks)
- 2011 рік на крилі птаха кохання (музика Утопія)
- Бродячий кіт 2011 року (музика Утопії)
- 2016 Я хочу кохання ( Artvizyon)

### Колекція альбомів
- 2005 Best of Yelp Кошкун Демір (Ossi Music)